# Sjöskogen och Strand
Sjöskogen och Strand är från 2015 en av SCB avgränsad och namnsatt tätort i Uddevalla kommun belägen sydväst om Uddevalla. Tätorten avgränsades 2015 på ett område som tidigare räknats som småorterna Västerby och Sjöskogen och Strand, Bräcke och Råssbyn.

## Befolkningsutveckling
| Befolkningsutvecklingen i Sjöskogen och Strand 2015–2020                                                                          | Befolkningsutvecklingen i Sjöskogen och Strand 2015–2020 | Befolkningsutvecklingen i Sjöskogen och Strand 2015–2020 | Befolkningsutvecklingen i Sjöskogen och Strand 2015–2020 | Befolkningsutvecklingen i Sjöskogen och Strand 2015–2020 |
| --- | -------------------------------------------------------- | -------------------------------------------------------- | -------------------------------------------------------- | -------------------------------------------------------- |
| |                                                          |                                                          |                                                          |                                                          |
| År |                                                          |                                                          | Folkmängd                                                | Areal (ha)                                               |
| 2015 | 2015                                                     |                                                          | 447                                                      | 165                                                      |
| 2020 | 2020                                                     |                                                          | 476                                                      | 165                                                      |
| Anm.: Ny tätort 2015, var tidigare småorterna Västerby och Sjöskogen och Strand, Bräcke och Råssbyn. Växte samman med Stigen 2023 |                                                          |                                                          |                                                          |                                                          |